# Thiraucourt
Thiraucourt é uma comuna francesa na região administrativa do Grande Leste, no departamento de Vosges. Estende-se por uma área de 3.02 km². Em 2010 a comuna tinha 103 habitantes (densidade: 34,1 hab./km²).